# Ginette Leclerc
Pour les articles homonymes, voir Leclerc et Menut.
Ginette Leclerc, nom de scène de Geneviève Menut, née le 9 février 1912 dans le 18e arrondissement de Paris  et morte le 2 janvier 1992 dans le 16e arrondissement de Paris, est une actrice française.
Elle a joué dans près de cent films, dont des rôles principaux dans La Femme du boulanger, de Marcel Pagnol, réalisé dans l'entre-deux-guerres, et dans Le Corbeau de Henri-Georges Clouzot, sorti pendant la Seconde Guerre mondiale. Au théâtre, elle a joué en particulier dans des pièces de Marcel Achard et de Jean-Paul Sartre.
Avec ses yeux de braise, son sourire charnel et sa voix canaille, Ginette Leclerc fut, pendant des années, la représentation de la femme fatale et de la vamp des bas-fonds. Elle disait : « Je suis l'actrice qui a fait le plus longtemps le trottoir et qui a été le plus souvent assassinée ».

## Biographie

### Jeunesse et débuts
Geneviève Menut naît dans le quartier de Montmartre à Paris où ses parents, Louis Menut et Suzanne Fauth, tiennent une joaillerie. Elle adopte, durant son adolescence, un comportement quelquefois provocant, qu'elle racontera ultérieurement dans son autobiographie sortie en 1963. Elle se marie à dix-huit ans, le 20 octobre 1930, avec un danseur de seize ans son aîné, Lucien Leclerc, « pour ne pas travailler ». En effet, elle veut être danseuse, mais sa famille s'oppose à ce choix. Toutefois, le ménage ne dure pas et ils divorcent le 3 juillet 1939. Elle conserve cependant son nom d'épouse. Plus tard, Ginette Leclerc partage pendant une dizaine d'années la vie du comédien Lucien Gallas. Elle a fait sa connaissance en 1936 sur le tournage de La Loupiote, mélodrame d'Arthur Bernède réalisé par Jean Kemm et Jean-Louis Bouquet.
Elle a des débuts assez difficiles, posant pour des cartes postales « coquines » et faisant de la figuration pour le cinéma à partir de 1932, jusqu'au jour où elle est remarquée par Jacques Prévert.

### Carrière
Claude Autant-Lara confie un petit rôle à Ginette Leclerc dans Ciboulette en 1933, lançant le véritable début de sa carrière, suivi bientôt en 1934 par L'Hôtel du libre échange de Georges Feydeau, transposé au cinéma par Marc Allégret ; elle y donne notamment la réplique à Fernandel. En 1937, suit L'Homme de nulle part de Pierre Chenal avec Pierre Blanchar, ainsi que Prison sans barreaux de Léonide Moguy, où elle joue un personnage de détenue qui sème la zizanie et fomente une révolte.
En 1938, elle devient célèbre grâce au film La Femme du boulanger de Marcel Pagnol, aux côtés de Raimu et de la chatte Pomponette. Elle a peu de texte à dire pour ce rôle, mais se révèle dans ses silences, ses regards, et ses expressions. Un de ses autres rôles majeurs est celui de Denise, la femme sensuelle et boiteuse, amoureuse d’un médecin, dans Le Corbeau (1943) de Clouzot, sans oublier sa composition dans Le Val d'enfer de Maurice Tourneur.
Sous l’Occupation, Ginette Leclerc, partenaire de Tino Rossi, Jean Tissier, Georges Marchal et de bien d’autres grands acteurs de l'époque, ouvre un cabaret avec son compagnon, Lucien Gallas, le "Baccara Club" au 70, rue de Ponthieu à Paris et accueille le milieu parisien de la collaboration et des occupants. Ceci lui vaut des ennuis à la Libération. Elle est détenue, sans jugement, pendant presque une année pour avoir travaillé, comme d'ailleurs une partie des comédiens français de l'époque, avec la Continental, société de production cinématographique contrôlée par les Allemands qui monopolisait les productions françaises. À sa sortie de prison, elle se voit contrainte de rejouer des rôles en partie stéréotypés.
Néanmoins, en 1949, elle joue dans Un homme marche dans la ville de Marcello Pagliero, et dans Les Eaux Troubles de Henri Calef où elle tient le premier rôle (Augusta), en 1951 dans la séquence de « La Maison Tellier » du film le Plaisir de Max Ophüls et, en 1955 dans le film Gas-oil de Gilles Grangier avec Jean Gabin, en 1957 dans Le Chômeur de Clochemerle de Jean Boyer, dans Le Cave se rebiffe en 1961, avec comme partenaires Gabin et Bernard Blier, dans Le Chant du monde de Marcel Camus en 1965, dans Goto, l'île d'amour de Walerian Borowczyk en 1968, ou encore dans Chobizenesse de Jean Yanne, sorti en 1975,. Elle joue également au théâtre dans des reprises de pièces célèbres, comme La Putain respectueuse, de Jean-Paul Sartre, ou dans des pièces de Marcel Achard. Elle interprète son dernier rôle au cinéma en 1977 dans La Barricade du point du jour de René Richon.
Ginette Leclerc participe aussi à plusieurs séries policières pour la télévision, entre autres Maigret ou Les Cinq Dernières Minutes, où on lui confie des rôles de prostituées, de femmes autoritaires et méchantes, ou de mères maquerelles.
En 1963, elle écrit un livre de souvenirs intitulé Ma vie privée, publié aux éditions de la Table ronde,.
Ginette Leclerc se retirera du métier de comédienne, et prendra sa retraite en 1981, après avoir interprété un dernier rôle, à la télévision, dans la série télévisée Les Cinq Dernières Minutes.

### Derniers jours
En 1984, deux chutes dans son appartement de la rue de Belloy dans le 16e arrondissement de Paris, obligent Ginette Leclerc à une longue rééducation. Elle meurt le 2 janvier 1992, des suites d'un cancer. Elle est inhumée au cimetière parisien de Pantin dans la 14e division.

## Filmographie

### Années 1930
- 1932 : L'Enfant du miracle de Maurice Diamant-Berger
- 1932 : Pomme d'amour de Jean Dréville
- 1932 : Le Témoin, court métrage de Pierre de Cuvier
- 1932 : Une heure, court métrage de Leo Mittler
- 1932 : Une vitrine, court métrage de Léo Mittler
- 1932 : À la Varenne, court métrage de Jean Dréville
- 1933 : La Dame de chez Maxim's d'Alexander Korda
- 1933 : Adieu les beaux jours de Johannes Meyer et André Beucler : Marietta
- 1933 : Cette vieille canaille d'Anatole Litvak
- 1933 : Ciboulette de Claude Autant-Lara : une cocotte
- 1933 : L'Étoile de Valencia de Serge de Poligny : une girl
- 1933 : Les Surprises du sleeping de Karl Anton
- 1933 : Toto de Jacques Tourneur : une concurrente de « Miss »
- 1933 : Professeur Cupidon de Robert Beaudoin et André Chemel
- 1933 : Une rencontre, court métrage de René Guy-Grant
- 1934 : Compartiment de dames seules de Christian-Jaque : Isabella des Folies Bergère, la danseuse propriétaire
- 1934 : Chansons de Paris de Jacques de Baroncelli
- 1934 : L'Hôtel du libre échange de Marc Allégret : Victoire, la bonne
- 1934 : Minuit, place Pigalle de Roger Richebé : Irma
- 1934 : Le commissaire est bon enfant, court métrage de Jacques Becker et Pierre Prévert : le flirt de M. Breloc
- 1934 : Le grand jeu de Jacques Feyder
- 1935 : Dédé de René Guissart : une des deux « poules »
- 1935 : L'École des cocottes de Pierre Colombier
- 1935 : Et moi j'te dis qu'elle t'a fait d'l'œil de Jack Forrester : Francine
- 1935 : Fanfare d'amour de Richard Pottier
- 1935 : Les Gaîtés de la finance de Jack Forrester : Fanny
- 1935 : Gangster malgré lui d'André Hugon
- 1935 : L'Heureuse Aventure de Jean Georgescu
- 1935 : Paris Camargue de Jack Forrester : Margot, une pensionnaire
- 1935 : Roses noires de Paul Martin et Jean Boyer : la servante
- 1935 : Le Piment, court métrage d'André Hugon : Manon
- 1935 : L'Ami de Monsieur, court métrage de Pierre de Cuvier : Line
- 1936 : Bach détective de René Pujol : Zita
- 1936 : L'homme de nulle part de Pierre Chenal : Romilda Pescatore
- 1936 : Jacques et Jacotte de Robert Péguy
- 1936 : Œil de lynx, détective de Pierre-Jean Ducis : Janine
- 1936 : Passé à vendre de René Pujol : Ginette
- 1936 : La Peau d'un autre de René Pujol : Zézette
- 1936 : La Peur ou Vertige d'un soir de Victor Tourjanski
- 1937 : La Pocharde de Jean Kemm et Jean-Louis Bouquet
- 1937 : La Loupiote de Jean Kemm et Jean-Louis Bouquet : la Sauterelle
- 1937 : L'Appel de la vie de Georges Neveux : Marcelle
- 1937 : Le Choc en retour de Georges Monca et Maurice Kéroul
- 1937 : Les Dégourdis de la 11e de Christian-Jaque : Nina Vermillon, l'actrice aux formes généreuses
- 1937 : Le Fraudeur ou Ceux de la douane de Léopold Simons : Viviane, maîtresse et complice d'un contrebandier dangereux
- 1937 : Mon député et sa femme de Maurice Cammage : Florine
- 1937 : Le Gagnant ou Amour automobile, moyen métrage d'Yves Allégret
- 1938 : Prison sans barreaux de Léonide Moguy : Renée
- 1938 : La Femme du boulanger de Marcel Pagnol : Aurélie Castanier
- 1938 : Métropolitain de Maurice Cam : Viviane
- 1938 : Le Ruisseau de Maurice Lehmann et Claude Autant-Lara : Ginette, une prostituée au grand coeur
- 1938 : Tricoche et Cacolet de Pierre Colombier : Fanny Bombance, la maîtresse du banquier
- 1939 : Coups de feu de René Barberis : Lisa
- 1939 : Louise d'Abel Gance : Lucienne
- 1939 : Menaces d'Edmond T. Gréville : Ginette

### Années 1940
- 1940 : L'Empreinte du dieu de Léonide Moguy : Fanny
- 1940 : Ils étaient cinq permissionnaires de Pierre Caron : Georgette
- 1941 : Le Briseur de chaînes de Jacques Daniel-Norman : Graziella
- 1941 : Ce n'est pas moi de Jacques de Baroncelli : Lulu, la maîtresse de Barzac
- 1942 : Fièvres de Jean Delannoy : Rose
- 1942 : Vie privée de Walter Kapps : Ginette
- 1942 : Le Chant de l'exilé d'André Hugon : Dolorès
- 1942 : La Grande Marnière de Jean de Marguenat : Rose
- 1942 : L'Homme qui joue avec le feu de Jean de Limur : Clara
- 1943 : Le Mistral de Jacques Houssin : Stella
- 1943 : Le corbeau d'Henri-Georges Clouzot : Denise
- 1943 : Le Val d'enfer de Maurice Tourneur : Marthe
- 1946 : Chemins sans loi de Guillaume Radot : Inès
- 1946 : Le Dernier Sou ou La Merveille blanche d'André Cayatte : Marcelle
- 1946 : Nuit sans fin de Jacques Séverac : Rina
- 1947 : Fiacre 13 (film tourné en deux époques) de Raoul André : Claudia
- 1947 : Une belle garce de Jacques Daroy : Raymonde
- 1948 : Les Eaux troubles d'Henri Calef : Augusta
- 1948 : Jo la Romance ou Celle que j'aime de Gilles Grangier : Martine
- 1948 : Passeurs d'or d'Émile-Georges De Meyst : Josée
- 1949 : L'Auberge du péché de Jean de Marguenat : Gilberte et Laura
- 1949 : Millionnaires d'un jour d'André Hunebelle : Greta Schmidt
- 1949 : Un homme marche dans la ville de Marcello Pagliero : Madeleine

### Années 1950
- 1950 : Les Aventuriers de l'air de René Jayet : Béatrice Webb
- 1952 : La Maison dans la dune de Georges Lampin : Germaine
- 1952 : Le Plaisir de Max Ophüls : Flora, une pensionnaire, dans le sketch La Maison Tellier
- 1952 : Hold-up en musique ou Le Gang des pianos à bretelles ou Gangsters en jupons de Gilles de Turenne : Ginette
- 1954 : Les Amants du Tage d'Henri Verneuil : Maria
- 1955 : Gas-oil de Gilles Grangier : Mme Scoppio
- 1956 : Totò faux-monnayeur (La banda degli onesti) de Camillo Mastrocinque (non créditée)
- 1957 : Du sang sous le chapiteau de Georges Péclet : la directrice du cirque
- 1957 : Les Délinquants (Delincuentes) de Juan Fortuny
- 1957 : Le Chômeur de Clochemerle de Jean Boyer : Zozotte, la 'respectueuse' du pays

### Années 1960
- 1960 : Les Magiciennes de Serge Friedman : Odette
- 1961 : Le cave se rebiffe de Gilles Grangier : Léa Lepicard
- 1965 : Le Chant du monde de Marcel Camus : Gina, la vieille
- 1966 : Joë Caligula, du suif chez les dabes de José Bénazéraf : Ariane
- 1968 : Goto, l'île d'amour de Walerian Borowczyk : Gonasta
- 1968 : Le Grand Cérémonial de Pierre-Alain Jolivet : la mère de Casanova
- 1969 : Le Bal du comte d'Orgel de Marc Allégret : Hortense

### Années 1970
- 1970 : Tropique du Cancer (Tropic of cancer) de Joseph Strick
- 1971 : La Belle Garce et le Truand (Popsy Pop) de Jean Herman : Madame
- 1971 : Le drapeau noir flotte sur la marmite de Michel Audiard : Marie-Ange Ploubaz
- 1972 : La Belle Affaire de Jacques Besnard : Madame Max
- 1972 : Elle court, elle court la banlieue de Gérard Pirès : Madame Blin
- 1972 : Le Rempart des béguines de Guy Casaril : Nina
- 1972 : Le Trèfle à cinq feuilles d'Edmond Freess : l'épicière
- 1973 : Les Volets clos de Jean-Claude Brialy : Félicie
- 1973 : Par ici la monnaie ou Les Démerdards de Richard Balducci : Madame Cerise
- 1974 : En grandes pompes d'André Teisseire : la mère de Marcel
- 1975 : Chobizenesse de Jean Yanne : l'habilleuse, ancienne vedette
- 1976 : Spermula de Charles Matton : Gromama
- 1976 : Le Diable au cœur de Bernard Queysanne
- 1978 : La Barricade du Point-du-Jour de René Richon : Madame Bouroche

### Télévision
- 1954 : Vingt-cinq Ans de bonheur de Jean Kerchbron
- 1957 : Le Procureur Hallers de Jean-Paul Carrère
- 1958 : Les Cinq Dernières Minutes, épisode Les Cheveux en quatre de Claude Loursais : Germaine Gerzat
- 1960 : L'Empire céleste de Georges Folgoas
- 1962 : Les Cinq Dernières Minutes épisode 26 : La Mort d'un casseur de Guy Lessertisseur : Lina Favril
- 1967 : Les Cinq Dernières Minutes : Finir en beauté de Claude Loursais : Janine
- 1969 : Les Empaillés d'Alberto Cavalcanti : une cliente
- 1970 : Si seulement tu voulais regarder par la fenêtre d'Yves-André Hubert
- 1970 : Le Sixième Sens (feuilleton en 10 épisodes de 26 min) de Louis Grospierre : Henriette
- 1973 : Les Enquêtes du commissaire Maigret, épisode Maigret et la Jeune Morte de Claude Boissol : Irène
- 1974 : L'Honneur des Cipolino (Au théâtre ce soir) de Georges Folgoas
- 1978 : Mamma Rosa ou la Farce du destin (feuilleton en 5 épisodes de 52 min) de Raoul Sangla
- 1978 : Double détente de Claude-Jean Bonnardot : Manu
- 1979 : Les Enquêtes du commissaire Maigret, épisode Liberty Bar de Jean-Paul Sassy : Jaja
- 1980 : Petit déjeuner compris (feuilleton en 6 épisodes de 52 min) de Michel Berny, son personnage « la Buque », point de départ de l'histoire, meurt aux premiers instants du premier épisode, en étant évoqué pendant toute la série.
- 1981 : Le Système du docteur goudron et du professeur plume de Claude Chabrol : la douairière
- 1981 : Les Cinq Dernières Minutes, épisode Un cœur sur mesure de Claude de Givray : Mémé Josette

## Théâtre
- 1934 : Toi, c'est moi d'Henri Duvernois, Albert Willemetz, Marcel Bertal, Louis Maubon et Robert Chamfleury, musique Moyses Simons, théâtre des Bouffes-Parisiens
- 1935 : Noix de coco de Marcel Achard, mise en scène Raimu, théâtre de Paris
- 1940 : Ce coquin de soleil... livret Raymond Vincy, mise en scène René Pujol, théâtre des Célestins
- 1940 : Nous ne sommes pas mariés de Michel Duran, théâtre des Ambassadeurs
- 1949 : La Putain respectueuse de Jean-Paul Sartre, théâtre des Célestins
- 1952 : Défense de doubler de Dominique Nohain, mise en scène Émile Dars, théâtre des Célestins
- 1954 : La Dame de trèfle de Gabriel Arout, théâtre des Célestins
- 1957 : La Chatte sur un toit brûlant de Tennessee Williams, mise en scène Peter Brook, théâtre des Célestins, tournée
- 1958 : Meurtres en fa dièse de Frédéric Valmain d'après Boileau-Narcejac, mise en scène Jean Dejoux, théâtre Charles-de-Rochefort
- 1961 : Alcool de Jacques Robert, mise en scène Christian-Gérard, théâtre de l'ABC
- 1961 : Clérambard de Marcel Aymé, mise en scène Claude Sainval, théâtre des Célestins, tournée
- 1971 : Les Bonshommes de Françoise Dorin, mise en scène Jacques Charon, théâtre des Célestins, tournée Herbert-Karsenty
- 1973 : L'Honneur des Cipolino de Jean-Jacques Bricaire et Maurice Lasaygues, mise en scène Michel Roux, théâtre Fontaine
- 1975 : Chat ! d'István Örkény, mise en scène Jean-Laurent Cochet, théâtre du Gymnase

## Publication
- Ginette Leclerc, Ma vie privée, La Table Ronde, Paris, 1963, 229 p.